# Tyta venusta
Tyta venusta är en fjärilsart som beskrevs av Berg 1882. Tyta venusta ingår i släktet Tyta och familjen nattflyn. Inga underarter finns listade i Catalogue of Life.